# Декани
Декани (словен. Dekani) — поселення в общині Копер, Регіон Обално-крашка, Словенія. Висота над рівнем моря: 76,1 м.